# 苄基氯甲醚
苄基氯甲醚是一种有机化合物，化学式为C8H9ClO。它可由苄基(甲氧基甲基)醚和三氯化硼反应、苄基(甲硫基甲基)醚和磺酰氯反应，或苯甲醇、甲醛和氯化氢反应制得。它和溴代烃、镁在四氢呋喃中反应，可以得到相应的苄基(烃基甲基)醚。